# Alain Mahé
Pour les articles homonymes, voir Mahé.
Alain Mahé est un copilote de rallye automobile français, né le 25 août 1946 à Toulon.
Après avoir débuté avec Jean-Claude Sola en 1967 sur Renault 8 Gordini, il fut durant près de 20 ans le navigateur de Bernard Darniche (première course au rallye du Var en 1969 sur NSU), en IMC (de 1970 à 1972), en WRC (de 1973 à 1987), et en ERC (de 1977 à 1986), ainsi qu'à trois reprises sur le Paris-Dakar (1983 sur Datsun Patrol, 1984 sur Lada Niva, et 1985 sur Audi Quattro).
Il a obtenu à plusieurs reprises le Trophée des coéquipiers en Championnat de France des rallyes durant les années 1970.
Il a exercé des responsabilités comme président d'ASA (Association Sportive Automobile), vice-président de la FFSA, responsable de la commission fédérale sur les rallyes, président de la commission fédérale des véhicules historiques, président du comité régional PACA et directeur de course du Rallye du Var.

## Palmarès

### Titres
| Saison | Titre                               | Voiture                             |
| ------ | ----------------------------------- | ----------------------------------- |
| 1972   | Champion de France des rallyes      | Alpine A110 1800                    |
| 1975   | Vice-champion de France des rallyes | Lancia Stratos HF                   |
| 1976   | Champion de France des rallyes      | Lancia Stratos HF                   |
| 1976   | Champion d'Europe des rallyes       | Lancia Stratos HF                   |
| 1977   | Champion d'Europe des rallyes       | Lancia Stratos HF & Fiat 131 Abarth |
| 1977   | Vice-champion de France des rallyes | Lancia Stratos HF & Fiat 131 Abarth |
| 1978   | Champion de France des rallyes      | Lancia Stratos HF & Fiat 131 Abarth |

### 7 victoires en championnat du monde des rallyes
références : Jonkka's World Rally Archive, RallyBase
| # | Saison | Rallye                 | Pays   | Voiture           |
| - | ------ | ---------------------- | ------ | ----------------- |
| 1 | 1973   | 16e Rallye du Maroc    | Maroc  | Alpine A110 1800  |
| 2 | 1975   | 19e Tour de Corse      | France | Lancia Stratos HF |
| 3 | 1977   | 21e Tour de Corse      | France | Fiat 131 Abarth   |
| 4 | 1978   | 22e Tour de Corse      | France | Fiat 131 Abarth   |
| 5 | 1979   | 47e Rallye Monte-Carlo | Monaco | Lancia Stratos HF |
| 6 | 1979   | 23e Tour de Corse      | France | Lancia Stratos HF |
| 7 | 1981   | 25e Tour de Corse      | France | Lancia Stratos HF |

(Remarque: Il termine également 2e du général du Tour de Corse 1976, et du Rallye Monte-Carlo 1980)

### Victoires en championnat d'Europe des rallyes
Près de 20 victoires :
- 1974 :
  - Rallye San Martino di Castrozza (Italie)
- 1976 :
  - Rallye Lyon-Charbonnières
  - Rallye des 4 régions (Italie)
  - Rallye San Martino di Castrozza
  - Rallye de la Baltique (Allemagne)
- 1977 :
  - Tour de France Automobile
  - Rallye de Pologne
  - Rallye de Sicile
  - Rallye des 4 régions (Italie)
  - Rallye Isola d'Elba (Italie)
  - 24 Heures d'Ypres (Belgique)
  - Critérium Lucien Bianchi (Belgique)
  - Rallye Firestone (Espagne)
- 1978 :
  - Rallye Lyon-Charbonnières
  - Rallye de Stuttgart
- 1979 :
  - Tour de France Automobile
- 1980 :
  - Tour de France Automobile[3]
  - Rally Costa Smeralda (Italie)

### Victoires en championnat de France des rallyes
Plus de 30 victoires :
- 1971 :
  - Critérium des Cévennes
  - Rallye du Var
- 1972 :
  - Critérium Alpin
  - Rallye du Mont-Blanc
  - Rallye de la Giraglia
- 1974 :
  - Critérium Alpin
- 1975:
  - Tour de France Automobile
  - Tour de Corse
  - Rallye du Var
- 1976 :
  - Ronde de la Giraglia
  - Critérium Neige et Glace
  - Rallye Lyon-Charbonnières
  - Critérium de Touraine
  - Rallye Dôme Forez
  - Rallye d'Antibes
  - Tour de la Nièvre
  - (Autres rallyes nationaux: 
    - Ronde des Vosges)
- 1977 :
  - Critérium Alpin
  - Tour de France Automobile
  - Rallye Jeanne d'Arc
  - Tour de Corse
- 1978 :
  - Rallye Lyon-Charbonnières
  - Critérium Jean-Behra
  - Critérium Alpin
  - Rallye de Lorraine
  - Ronde Cévenole
  - Rallye d'Antibes
  - Tour de Corse
- 1979 :
  - Tour de France Automobile
  - Tour de Corse
- 1980 :
  - Tour de France Automobile
- 1981 : 
  - Tour de Corse
  - (Autres rallyes nationaux:
    - Critérium de Touraine)
- 1984 :
  - Rallye Lyon-Charbonnières (unique victoire sur Audi Quattro)